# Mjesta meijijevske industrijske revolucije
Mjesta Meiji industrijske revolucije (japanski: 明治日本の産業革命遺産 製鉄, めいじにほんのさんぎょうかくめいいさん せいてつ・せいこう、ぞうせん、せきたんさんぎょう) je skupina od dvadeset i tri lokaliteta, uglavnom na jugozapadu Japana, koja su svjedočanstvo brze industrijalizacije zemlje od polovice 19. do ranog 20. stoljeća, kroz razvoj proizvodnje čelika, brodogradnje i eksploatacije ugljena. 
Ova mjesta predstavljaju kratki proces tijekom kojega je feudalni Japan težio za tehnološkim napretkom u europskom i američkom duhu, dok se usporedo tehnologija prilagođavala potrebama zemlje i njezinim društvenim običajima. Bio je to prvi uspješan prijenos zapadnjačke industrijalizacije na jednu ne-zapadnjačku zemlju. Zbog toga su Mjesta Meiji (povijesno razdoblje Japana od 1868. do 1920.) industrijske revolucije 2015. god. upisana na UNESCO-ov popis mjesta svjetske baštine u Aziji.

## Popis lokaliteta

### Hagi,Yamaguchi, prefektura(001-005)
| Slika           | Ime                                                                                     | Godina        | Površina | Koordinate                                      | Odlike |
| --------------- | --------------------------------------------------------------------------------------- | ------------- | -------- | ----------------------------------------------- | --- |
|                 | Reflektirajuća peć Hagija (japanski: (萩反射炉, Hagi hansharo)                          | 1856.         | 0,38 ha  | 34°25′41″N 131°25′06″E / 34.42806°N 131.41833°E | Danas je od ove peći iz 1856. god. ostao samo dimnjak visok 10,5 metara, izgrađen od bazalta, osim gornjeg dijela koji je zidan opekom. Dimnjak je trapezoidnog oblika i sužava se prema vrhu, dok su dva luka na dnu rupe kroz koje je dim bivao uvučen u dimnjak. |
|                 | Ebisugahana brodogradilište (恵美須ヶ鼻造船所跡, Ebisugahana zōsensho ato)              | 1869.         | 0,79 ha  | 34°25′50″N 131°24′44″E / 34.43056°N 131.41222°E | Prvo japansko brodogradilište koje je bilo sposobno izgraditi moderne bojne brodove kao što je škuna Heishin-maru, nazvana po godini završetka, 1869. |
| Ōitayama-tatara | Ōitayama-tatara talionica željeza (大板山たたら製鉄遺跡, Ōitayama tatara seitetsui ato) | 1855.         | 0,63 ha  | 34°30′20″N 131°23′14″E / 34.50556°N 131.38722°E | Mjesto jedinstvenog procesa japanske samo-modernizacije, tj. izgradnje zapadnjačkog broda japanskom autohtonom tehnikom proizvodnje željeza. Tatara je japanska tradicionalna metoda lijevanja željeza koja se razvila tijekom više stoljeća. Na mjestu se nalaze dobro očuvani ostaci starog željeza za izradu peći, mijehovi i drugi prateći objekata. |
|                 | Hagi dvorski grad (萩城下町, Hagi jōkamachi)                                            | Razdoblje Edo | 96,9 ha  | 34°24′52″N 131°23′14″E / 34.41444°N 131.38722°E | Dvorski grad Hagi je bio političko, ekonomsko, kulturno i vojno sjedište Hagi posjeda (također poznatog kao Choshu), koje je odigralo ključnu ulogu u rađanju modernog Japana. Danas Hagi čuva svoj povijesni izgled i druge ključne značajke japanskog dvorskog grada kasnijeg feudalnog društva pod Tokugawa šogunatom: Hagi Dvorac uključujući brdo Shizuki, središnje zidine (honmaru) i sekundarne zidine (ninomaru), dvorski grad (jokamachi), gdje su stanovi samuraja, mještana i bogatih trgovaca, te treće zidine (sannomaru) i Horiuchi (unutarnji opkop) gdje su najvažniji stanovnici imali svoje domove. |
|                 | Shōkasonjuku akademija (松下村塾, Shōkason juku)                                        | 1857.         | 0,13 ha  | 34°24′44″N 131°25′03″E / 34.41222°N 131.41750°E | Shokasonjuku akademija je privatna škola koju je vodio Yoshida Shōin (1830. – 1859.), a u kojoj su se školovali mnogi od ključnih figura u modernizaciji i industrijalizaciji Japana krajem 19. stoljeća. |

### Kagoshima,Kagoshima, prefektura(006-008)
| Slika | Ime                                                          | Godina | Površina | Koordinate                                      | Odlike |
| ----- | ------------------------------------------------------------ | ------ | -------- | ----------------------------------------------- | --- |
|       | Shūseikan (旧集, Shūseikan)                                  | 1851.  | 9,98 ha  | 31°37′04″N 130°34′41″E / 31.61778°N 130.57806°E | Shimazu Nariakira, gospodar Satsuma domenw na južnom rtu Kyushua, bio je odlučan u namjeri da ojača zemlju ekonomski i vojno i zaštiti ju od zapadnjačke kolonizacije. Godine 1851. osnovao je u Iso području Kagoshime industrijski kompleks nazvan Shuseikan, gdje je njegovao razne moderne industrije, koncentrirajući se posebno na lijevanje topova i brodogradnju. Na svom vrhuncu u reflektirajuće peći za lijevanje topova, staklani, kovačnicama i mnogim drugim proizvodnim objekatima, kompleks je zapošljavao 1.200 ljudi. Shuseikan je izgorio 1863. godine, tijekom Anglo-Satsuma rata koji je bio prekretnica za obitelj Satsuma da promijeni svoju politiku od nacionalističke ideologije i odbacivanja stranaca, prema agresivnom uvođenju zapadne tehnologije. Izgrađen od lokalnih vulkanskih stijena, završena tvornica je uskoro dobila nadimak „Kamena kuća”. Iako je arhitektura zapravo zapadnjačkog stila (nizozemski), kao što se vidi na krovištu, zgrada također prikazuje izrazito ne-zapadne značajke kao što su grede i drugo, koji sugeriraju da je projekat japanski. |
|       | Terayama peć za ugljen (鹿児島県鹿児島市吉野町)              | 1858.  | 0,64 ha  | 31°39′43″N 130°36′01″E / 31.66194°N 130.60028°E | Shuseikan industrijski kompleks je zahtijevao ogromnu količinu goriva za reflektirajuće peći, visoke peći i parni stroj. Kako bi zadovoljili potražnju za ugljenom koja je skočila s napretkom Shuseikana i proizvodnje bijelog ugljena kao snažnog izvora topline, Shimazu Nariakira naredio je izgradnju vuglenicu Terayama u gradu Yoshina, pet kilometara sjeverno-sjeveroistočno od Shuseikana. |
|       | Sekiyoshi vodena vrata Yoshino voda (鹿児島県鹿児島市下田町) | 1852.  | 0,11 ha  | 31°38′50″N 130°33′09″E / 31.64722°N 130.55250°E | Godine 1852., Shimazu Nariakira izgradio je novi kanal za transport vode na udaljenosti od oko sedam kilometara od Yoshino voda, kanala od Sekiyoshija do grada Shimoda zapadno od Yoshino visoravni u gradu Kagoshima, kako bi opskrbio vodenice Shuseikana. Naime, Shuseikan industrijski kompleks je koristio vodu za motore jedinica kao što su visoke peći i bušilice topovskih cijevi, umjesto parnog stroja koji je još uvijek u fazi istraživanja. |

### Izunokuni,Shizuoka, prefektura(009)
| Slika | Ime                                                          | Godina | Površina | Koordinate                                      | Odlike |
| ----- | ------------------------------------------------------------ | ------ | -------- | ----------------------------------------------- | --- |
|       | Nirayama reflektirajuće peći (韮山反射炉, Nirayama hansharo) | 1857.  | 0,5 ha   | 35°02′22″N 138°57′45″E / 35.03944°N 138.96250°E | Tokugawa vlada je odlučila izgraditi vlastitereflektirajuće peći u Nirayami kao odgovor na dolazak brodova američkog admirala Perryja 1853. god. Za razliku od drugih, Nirayama reflektirajuće peći su izvanredan i relativno potpun primjer peći u kojima su se doista talili topovi. Vanjski dio peći ima zidanu konstrukciju od lokalnog Izu kamena (zeleni tuf), dok nutrašnjost ima zidanu lučnu strukturu od lokalne opeke. Stog, visine 15,7 metara, je također izgrađen od opeke čija je površina ožbukana. |

### Kamaishi,Iwate, prefektura(010)
| Slika | Ime | Godina | Površina | Koordinate                                      | Odlike |
| ----- | --- | ------ | -------- | ----------------------------------------------- | --- |
|       | Rudnik željeza i talionica Hashino (橋野鉄鉱山および関連施設, Hashino tetsu kōzan oyobi kanren shisetsu) | 1858.  | 39,55 ha | 33°19′58″N 141°40′47″E / 33.33278°N 141.67972°E | Oshima Takato, upravitelj Morioka domene izgradio je zapadnjačke visoke peći u Ohashi u selu Otsuchi-Dori Kasshi, Morioka domena i 15. siječnja 1858. uspio kontinuirano proizvoditi rastaljeno sirovo željezo po prvi put u Japanu. I mjesto i krajolik okolne šume iz koje se dobivao ugljen potreban za visoke peći, sačuvani su i u dobrom su stanju. |

### Saga (grad),Saga, prefektura(011)
| Slika | Ime                                                           | Godina | Površina | Koordinate                                      | Odlike |
| ----- | ------------------------------------------------------------- | ------ | -------- | ----------------------------------------------- | --- |
|       | Brodogradilište Mietsu (三重津海軍所跡, Mietsu kaigunsho ato) | 1858.  | 3,14 ha  | 33°12′28″N 130°20′25″E / 33.20778°N 130.34028°E | Koncem Edo perioda Saga domena je pristupila izgradnji moderne zapadnjačke mornarice s plovilima na parni pogon, kako bi se poboljšala obrambena sposobnost luke Nagasakija. Saga domena je također za istu svrhu gradila baterije i topove od lijevanog željeza u Tsuiji reflektirajućoj peći. |

### Nagasaki,Nagasaki, prefektura(012-019)
| Slika | Ime                                                                                       | Godina | Površina | Koordinate                                      | Odlike |
| ----- | ----------------------------------------------------------------------------------------- | ------ | -------- | ----------------------------------------------- | --- |
|       | Kosuge pristanište za opravku brodova (小菅修船場跡, Kosuge shūsenba ato)                 | 1869.  | 2,36 ha  | 32°43′39″N 129°51′40″E / 32.72750°N 129.86111°E | Kosuge pristanište za opravku brodova iz siječnja 1869. godine je bilo prvo moderno zapadnjačko pristanište koje je koristilo parni stroj u Japanu. Pristanište i kuća za vitlo (kojim se brod izvlačio za plime i nakon opravaka vraćao u more) su najstarij ostaci suvremene pomorske tehnologije u Japanu i pružaju rijedak i vrijedan primjer prijenosa zapadne tehnologije u kasnom Edo i početkom Meiji razdoblja. |
|       | Mitsubishi suho pristanište br. 3. (長崎造船所関連施設, Nagasaki zōsenjo kanren shisetsu) | 1905.  | 2,28 ha  | 32°44′15″N 129°51′23″E / 32.73750°N 129.85639°E | Mitsubishi Nagasaki brodogradilište je dokaz brze moderne industrijalizacije Meiji ere u Japanu, zemlji kojoj je nedostajala tehnologija za popravak i izgradnju modernih brodova na kraju Edo razdoblja, a koja je u pola stoljeća razvila infrastrukturu za izgradnju svjetske klase velikih brodova. Suho pristanište br. 3. je izgradila tvrtka Mitsubishi Goshi Kaisha kao najveći dok u Aziji. U vrijeme završetka, bilo je dugo 222,2 metara, široko 27 i duboko 12,3 metara, s nosivošću od 30.000 tona. |
|       | Mitsubishi Senshokaku kuća za goste (長崎造船所 占勝閣, ')                                | 1904.  | 0,41 ha  | 32°44′18″N 129°51′25″E / 32.73833°N 129.85694°E | Mitsubishi Senshokaku kuća za goste je drvena zgradnjačkog stila vila izgrađena na brežuljku na posjedu MHI-a Nagasakijskog brodogradilišta s pogledom na suhi dok br. 3. Arhitekt Tatsuzo Sone, koji je studirao zapadnjačku arhitekturu, dizajnirao je dvokatnu zapadnog stila drvenu zgradu (s podrumom od opeke) sa spavaćim sobama i predsobljem na drugom katu i blagovaonicom, recepcijom, studijem, itd. na prvom katu, te kuhinjom u prizemlju. |
|       | Mitsubishi divovska konzolna dizalica                                                     | 1909.  | 0,03 ha  | 32°44′32″N 129°51′33″E / 32.74222°N 129.85917°E | Mitsubishi divovska konzolna dizalica je bila prva i najnovija električna dizalica instalirana u Japanu u to vrijeme. Uz nosivost od 150 tona, električna dizalica na motorni pogon mogla je izdržati težinu velikih teških strojeva. |
|       | Mitsubishi bivša tvornica kalupa                                                          | 1898.  | 0,36 ha  | 32°44′35″N 129°51′22″E / 32.74306°N 129.85611°E | Mitsubishi bivša tvornica kalupa je najstarija zgrada u Nagasaki brodogradilištu; izgrađena 1898. godine na mjestu ljevaonice. Tvornica je dvokatna zgrada od opeke koja ima drveno krovište tipa kirizuma sa zabatom pokrivenim pantileom, sa središtem prvog kata koje podržavaju drvenim stupovi. Zgrada je obnovljena u muzej 1985. godine naglašavajući ulogu Nagasaki brodogradilišta u modernizaciji Japana. |
|       | Rudnik ugljena Takashima (高島, Takashima)                                                | 1869.  | 0,17 ha  | 32°39′51″N 129°45′04″E / 32.66417°N 129.75111°E | Otvaranjem japanskih luka, Nagasaki je odigrao ključnu ulogu u regiji, kao izvozna luka i skladište za opskrbu zapadnjačkih parobroda ugljenom. Kako bi zadovoljili rastuću potražnju za brodskim gorivom, Saga domena je počela razvijati Takashima rudnik 1868. god. Prvi japanski rudnik koji je iskorištavao snagu pare za ekstrakciju ugljena s morskog dna, Hokkei Pa, koristio je revolucionarne zapadne tehnologije i strojeve za proizvodnju oko 300 tona ugljena dnevno. |
|       | Hashima rudnik uglja (端島炭坑, Hashima tankō)                                            | 1890.  | 6,51 ha  | 32°37′42″N 129°44′18″E / 32.62833°N 129.73833°E | Hashima, otočić od samo šest hektara, 18 km jugozapadno od luke Nagasaki je započeo s ekstrakcijom ugljena 1870. u vlasništvu Glover & Co., a 1890. ga je preuzeo Mitsubishi konglomerat, zajedno sa susjednom Takashimom. Kako je ugljenokop Hashima evoluirao, na otoku su nastali stanbeni kompleksi kako bi smjestili rastući broj zaposlenih. Od 1916. do njegova zatvaranja 1974., na njemu su nicale stambene zgrade od ojačanog betona, jedna za drugom. Tijekom vrhunca rudnika, 1960-ih, više od 5.000 ljudi živjelo je na Hashima, što ga je činilo najgušće naseljenim mjestom na Zemlji. |
|       | Glover kuća i ured (旧グラバー住宅, Gulabā jūtaku)                                        | 1863.  | 0,31 ha  | 32°44′03″N 129°52′09″E / 32.73417°N 129.86917°E | Od posljednjih godina Tokugawa šogunata do ranih Meiji ere, škotski trgovac Thomas Blake Glover (1838. – 1911.) surađivao s je sa Satsuma i Saga klanovimaa u izgradnji Kosuge pristaništa i u razvijanju Takashima rudnika. Glover je također savjetovao Mitsubishi upravu i neumorno radio kako bi unaprijedio razvoj moderne industrije u Japanu kroz uvođenje zapadnjačke industrijske tehnologije u ključnim područjima: u rudnicima, brodogradnji i željeznici. Njegova zapadnjačka kuća drvenog okvira s japanskim crijepom i glinenim zidovima, te vrtom na golemom Minami-Yamate posjedu (više od 5.000 m²) u Nagasakiju je priznata kao najstarija preživjela zapadna drvena konstrukcija u Japanu. |

### Omuta,Fukuoka, prefekturaiMisumi,Kumamoto, prefektura(020-021)
| Slika | Ime | Godina | Površina  | Koordinate                                      | Odlike |
| ----- | --- | ------ | --------- | ----------------------------------------------- | --- |
|       | Miike luka i rudnici ugljena (三井石炭鉱業株式会社三池炭鉱宮原坑施設, Miike tankō Miyahara ana shisetsu) | 1908.  | 119,78 ha | 33°00′33″N 130°25′31″E / 33.00917°N 130.42528°E | Izgrađena kako bi u njoj radili zatvorenici iz obližnjeg zatvora u gradu Miike, Miyanohara jama je proizvedila oko 400.000-500.000 tona ugljena godišnje tijekom Meiji i Taishō (1912. – 1926.) razdoblja. Zatvorenici koji su tu obavljali teški rad prozvali su je Shura-ko, „Demoska jama”. Godine 1902. počela je izgradnja Miike luke na Ariake moru, tijelu vode poznatom po ekstremnim varijacijama plime i oseke. Da bi se postigao učinkovit prijevoz ugljena iz rudnika ugljena u Miikeu, rijeka Omuta je nasuta kako bi se omogućila plovidba u Ariake more i izgradnja luke. S brodskim kanalom koji se proteže 1.830 metara u more i ustavama koje održavaju razinu vode, omogućeno je stvoriti pristanište od 8,5 metra ili više, a nova luka je opremljena za obradu plovila od 10.000 tona i njihova tereta. Također, stvorena je glavna željeznička pruga koja je okružila grad Omuta u obliku potkove, povezujuću sve jame ugljena i velike tvornice s lukom Miike. |
|       | Misumi zapadna luka (三角西港, Misumi nishikō)                                                           | 1887.  | 18,61 ha  | 32°37′20″N 130°27′20″E / 32.62222°N 130.45556°E | Kako je proizvodnja Miike rudnika ugljena povećana, javila se potreba za dodatnim utovarnim terminalima. Zbog toga je Misumi zapadna luka iz 1889. god. (do tada izvozni centar samo za rižu, pšenicu, brašno, ugljen i sumpor), ubrzo postala veliki terminal za izvoz ugljena iz kojega je japanski ugljen bivao isporučen na strateška tržišta kao što je Šangaj. Luka ima 756 metara dugu kamenu rivu, izgrađenu od rezanog andesita s lokalnih stijena, tri plutajuća mola, a grad je imao dobro položenu cestu, odvodne kanale i kamene mostove. |

### Kitakyushu,Fukuoka, prefektura(022-023)
| Slika | Ime                                                                     | Godina | Površina | Koordinate                                      | Odlike |
| ----- | ----------------------------------------------------------------------- | ------ | -------- | ----------------------------------------------- | --- |
|       | Carska čeličana Yahata (八幡製鐵所, Yahata seitetsusho kanren shisetsu) | 1899.  | 1,71 ha  | 33°52′25″N 130°48′21″E / 33.87361°N 130.80583°E | Uz Prvi kinesko-japanski rat (1894. – 1895.) javila se potreba za izgradnjom moderne čeličane. Nakon razmatranja zahtjeva stanište i uvjeta proizvodnje izabrano je selo Yahata. Carska čeličana je pridonijela uspostavljanju Japanskog Carstva, ali i razvoju lokalnog gospodarstva i srodnih industrija. Yahata, koja je bila samo selo s oko 1700 stanovnika 1897., kada je započela izgradnja čeličane, narasla je na oko 85.000 stanovnika tijekom sljedećih 20 godina razvoja. |
|       | Crpna stanica rijeke Onga (遠賀川ポンプ場, Ongagawa ponpuba)            | 1910.  | 55,89 ha | 33°48′39″N 130°42′24″E / 33.81083°N 130.70667°E | Crpna stanica rijeke Onga, izgrađena na istočnoj obali rijeke Onga, korištena je kao izvor vode i njezine isporuke postrojenju za proizvodnju čelika u Carskoj čeličani. Zgrada je uglavnom izrađena od crvene opeke u engleskom stilu i djelomično od troska opeke. Kako su sjeverni i južni prozori imali različite oblike, crpna stanica se smatra dobro osmišljenom strukturom sa stupovima i prozorima lijepo raspoređenima i interijerom nalik na crkvu.                        |

## Vanjske poveznice
- Interaktivna karta  Arhivirana inačica izvorne stranice od 9. srpnja 2015. (Wayback Machine) na službenim stranicama područja Kyushu-Yamaguchi (engl.)
- (engl.) The Modern Industrial Heritage Sites in Kyushu and Yamaguchi  Arhivirana inačica izvorne stranice od 2. studenoga 2011. (Wayback Machine)